# ジャスティン・ゲイジー
ジャスティン・ゲイジー（Justin Gaethje、1988年11月14日 - ）は、アメリカ合衆国の男性総合格闘家。アリゾナ州サフォード出身。ジェネシス・トレーニングセンター/エレベーション・ファイト・チーム所属。元UFC世界ライト級暫定王者。UFC世界ライト級ランキング5位。元WSOF世界ライト級王者。

## 概要
レスリングをバックボーンに持つが、試合ではほとんどスタンドの打撃で戦うストライカータイプの選手であり、体幹の強さから繰り出すフック系のパンチやローキックなどの強烈な打撃を武器にアグレッシブな試合を展開する。また、毎試合と言っていいほど激闘を繰り広げることから「ザ・ハイライト (The Highlight)」の異名を持ち、UFCでの14試合中12試合でファイトボーナスを受賞している名勝負製造機である。

## 来歴
アリゾナ州サフォードでドイツ系の父親とメキシコ系の母親との間に生まれる。4歳からレスリングを始め、サフォード高校時代はアリゾナ州王者に2度なった。北コロラド大学ではNCAAディビジョン1でオールアメリカンに選出された。レスリング部にジョルジュ・サンピエールなどの総合格闘家が出稽古に訪れていた事から総合格闘技に興味を持ち、卒業後の2011年にプロデビュー。

### WSOF
2013年3月23日、WSOF初参戦となったWSOF 2でJ.Z.カルバンと対戦し、ドクターストップで1RTKO勝ち。
2014年1月18日、WSOF 8のWSOF世界ライト級王座決定戦でリチャード・パティシュノックと対戦し、右肘打ち連打で1RTKO勝ち。王座獲得に成功した。
2014年7月5日、WSOF 11のWSOF世界ライト級タイトルマッチで挑戦者ニック・ニューウェルと対戦し、右ストレートで2RTKO勝ち。王座の初防衛に成功した。
2015年3月28日、WSOF 19のWSOF世界ライト級タイトルマッチで挑戦者ルイス・パロミーノと対戦し、右ローキックでダウンを奪いパウンドで3RTKO勝ち。2度目の王座防衛に成功した。
2015年9月18日、WSOF 23のWSOF世界ライト級タイトルマッチで挑戦者ルイス・パロミーノと再戦し、右ストレートでダウンを奪いパウンドで2RTKO勝ち。3度目の王座防衛に成功した。
2016年3月12日、WSOF 29のWSOF世界ライト級タイトルマッチでブライアン・フォスターと対戦し、右ローキックで1RTKO勝ち。4度目の王座防衛に成功した。
2016年12月31日、WSOF 34のWSOF世界ライト級タイトルマッチで挑戦者ルイス・ブスカペと対戦し、3R終了時にドクターストップでTKO勝ち。5度目の王座防衛に成功した。

### UFC
2017年7月7日、UFC初参戦となったThe Ultimate Fighter 25 Finaleでライト級ランキング5位のマイケル・ジョンソンと対戦。ジョンソンのパンチで何度もダウン寸前に追い込まれるが、スタンドパンチと膝蹴りの連打で2RTKO勝ち。ファイト・オブ・ザ・ナイトとパフォーマンス・オブ・ザ・ナイトを同時受賞した。
2017年12月2日、UFC 218でライト級ランキング4位のエディ・アルバレスと対戦。序盤から一進一退の攻防を繰り広げ、ローキックを効かせるものの、3Rに右膝蹴りでダウンを奪われパウンドでKO負け。キャリア初黒星を喫したものの、2試合連続のファイト・オブ・ザ・ナイトを受賞した。
2018年4月14日、UFC on FOX 29のメインイベントでライト級ランキング5位のダスティン・ポイエーと対戦。激しい打撃戦を繰り広げるも、4Rにローキックに合わせたカウンターの左ストレートでぐらつき、追撃のスタンドパンチ連打でTKO負け。2連敗となったものの、3試合連続のファイト・オブ・ザ・ナイトを受賞した。
2018年8月25日、UFC Fight Night: Gaethje vs. Vickでライト級ランキング10位のジェームズ・ヴィックと対戦し、右ストレートで1RKO勝ち。パフォーマンス・オブ・ザ・ナイトを受賞した。
2019年3月31日、UFC on ESPN: Barboza vs. Gaethjeでライト級ランキング6位のエジソン・バルボーザと対戦し、右フックで1RKO勝ち。ファイト・オブ・ザ・ナイトを受賞した。
2019年9月15日、UFC Fight Night: Cowboy vs. Gaethjeでライト級ランキング4位のドナルド・セラーニと対戦。1R終盤に右フックでダウンを奪い、立ち上がったセラーニに追撃の右フックで再びダウンを奪いパウンドでTKO勝ち。パフォーマンス・オブ・ザ・ナイトを受賞し、3試合連続の1R決着となった。

#### UFC暫定王座獲得
2020年5月9日、UFC 249のUFC世界ライト級暫定王座決定戦でライト級ランキング1位のトニー・ファーガソンと対戦。2R終了直前に右アッパーでダウンを喫するものの、それ以降は再三に渡って左右のフックとローキックを効かせ、5R終盤に左ジャブでダメージの蓄積していたファーガソンが後退するとレフェリーが試合をストップしTKO勝ち。暫定王座獲得に成功し、ファイト・オブ・ザ・ナイトとパフォーマンス・オブ・ザ・ナイトを同時受賞した。

#### 世界王座陥落
2020年10月24日、UFC 254のUFC世界ライト級王座統一戦で正規王者ハビブ・ヌルマゴメドフと対戦。プレッシャーをかけるヌルマゴメドフに左右フックや右ローキックをヒットさせるものの、テイクダウンを奪われるとマウントポジションから三角絞めに移行され2R一本負け。王座統一に失敗するとともに暫定王座から陥落した。
2021年11月6日、UFC 268でライト級ランキング5位のマイケル・チャンドラーと対戦し、お互いに打撃を効かせ合う死闘の末に3-0の判定勝ち。ファイト・オブ・ザ・ナイトを受賞した。
2022年5月7日、UFC 274のUFC世界ライト級タイトルマッチでチャールズ・オリベイラと対戦。開始早々に右アッパーでダウンを奪うも、右ストレートでダウンを奪い返されリアネイキドチョークで1R一本負け。この試合は、オリベイラがライト級タイトルマッチのリミット体重から0.5ポンド体重超過したため王座を剥奪され、ゲイジーが勝利した場合にのみ王座獲得の権利が与えられることとなった。なお、王者が体重超過により王座を剥奪されたのはUFC史上初のケースである。
2023年3月18日、UFC 286でライト級ランキング6位のラファエル・フィジエフと対戦。一進一退の打撃戦を繰り広げ、3Rに左ジャブと右アッパーを効かせて2-0の判定勝ち。ファイト・オブ・ザ・ナイトを受賞した。
2023年7月29日、UFC 291でライト級ランキング2位の元UFC世界ライト級暫定王者ダスティン・ポイエーと約5年ぶりに再戦し、右ハイキックで2RKO勝ち。パフォーマンス・オブ・ザ・ナイトを受賞し、リベンジに成功した。また、この試合でゲイジーはUFC 244のホルヘ・マスヴィダル以来となるBMFベルト（Baddest Mother Fuckerの略。最高にイカしたやつの意）を獲得した。
2024年4月13日、UFC 300で元UFC世界フェザー級王者マックス・ホロウェイと対戦し、試合終了直前に打ち合いを繰り広げた際に右フックで失神KO負け。敗れはしたものの、ファイト・オブ・ザ・ナイトを受賞した。この試合はゲイジーがUFC 291で獲得したBMFベルトの防衛戦として行われた。
2025年3月8日、UFC 313でライト級ランキング11位のラファエル・フィジエフと再戦し、3-0の判定勝ち。ファイト・オブ・ザ・ナイトを受賞した。当初はライト級ランキング6位のダン・フッカーと対戦予定であったが、フッカーの負傷欠場によりフィジエフとの対戦に変更された。

## 人物・エピソード
- UFCライト級屈指のレスリング実績を誇るのにもかかわらず、UFCでレスリングをほぼ使わないことについて、レスリングはエネルギーを多く消耗しすぎるからで、疲れるならレスリングよりも戦いで疲れたほうがいいと語っている[26][27]。
- ゲイジーのコーチを務めるトレバー・ウィットマンよると、元々ゲイジーは「金を稼ぎたい。このスポーツで金を稼ぐ最も確実な方法はエキサイティングであることなんだ」と、最もエキサイティングな選手になりたいと語っていたが、エディ・アルバレスとダスティン・ポイエーに2連敗してからは、相手に積極的にプレッシャーをかけるスタイルは変わらないものの、リスクを減らすために打ち合いのタイミングをより選択するようになり、スパーリングの方法から変わったという[28]。
- アマチュア総合格闘技で5試合するまで打撃の練習を全くしていなかったと語り、それまで一対一のスパーリングは疎か練習でパンチを打ったこともなかったという[29]。
- ハビブ・ヌルマゴメドフは最も打撃が強かった対戦相手としてゲイジーの名前を挙げており「トラックのように重い打撃だった」と語っている[30]。
- 視力が悪かったためUFCデビュー戦の前に視力矯正手術を受け、それまでは視力が左眼0.3、右眼は0.1ほどしかなかったが、視力1.0に回復している[31]。

## 戦績

### プロ総合格闘技
| 総合格闘技 戦績 | 総合格闘技 戦績 | 総合格闘技 戦績 | 総合格闘技 戦績 | 総合格闘技 戦績 | 総合格闘技 戦績 | 総合格闘技 戦績 |
| --------------- | --------------- | --------------- | --------------- | --------------- | --------------- | --------------- |
| 31 試合         | (T)KO           | 一本            | 判定            | その他          | 引き分け        | 無効試合        |
| 26 勝           | 20              | 1               | 5               | 0               | 0               | 0               |
| 5 敗            | 3               | 2               | 0               | 0               | 0               | 0               |

| 勝敗 | 対戦相手                     | 試合結果                             | 大会名                                                             | 開催年月日     |
| ○    | ラファエル・フィジエフ       | 5分3R終了 判定3-0                    | UFC 313: Pereira vs. Ankalaev                                      | 2025年3月8日   |
| ×    | マックス・ホロウェイ         | 5R 4:59 KO（右フック）               | UFC 300: Pereira vs. Hill 【BMFタイトルマッチ】                    | 2024年4月13日  |
| ○    | ダスティン・ポイエー         | 2R 1:00 KO（右ハイキック→パウンド）  | UFC 291: Poirier vs. Gaethje 2 【BMF王座決定戦】                   | 2023年7月29日  |
| ○    | ラファエル・フィジエフ       | 5分3R終了 判定2-0                    | UFC 286: Edwards vs. Usman 3                                       | 2023年3月18日  |
| ×    | チャールズ・オリベイラ       | 1R 3:22 リアネイキドチョーク         | UFC 274: Oliveira vs. Gaethje 【UFC世界ライト級タイトルマッチ】    | 2022年5月7日   |
| ○    | マイケル・チャンドラー       | 5分3R終了 判定3-0                    | UFC 268: Usman vs. Covington 2                                     | 2021年11月6日  |
| ×    | ハビブ・ヌルマゴメドフ       | 2R 1:34 三角絞め                     | UFC 254: Khabib vs. Gaethje 【UFC世界ライト級王座統一戦】          | 2020年10月24日 |
| ○    | トニー・ファーガソン         | 5R 3:38 TKO（左ジャブ）              | UFC 249: Ferguson vs. Gaethje 【UFC世界ライト級暫定王座決定戦】    | 2020年5月9日   |
| ○    | ドナルド・セラーニ           | 1R 4:18 TKO（右フック→パウンド）     | UFC Fight Night: Cowboy vs. Gaethje                                | 2019年9月14日  |
| ○    | エジソン・バルボーザ         | 1R 2:30 KO（右フック）               | UFC on ESPN 2: Barboza vs. Gaethje                                 | 2019年3月31日  |
| ○    | ジェームズ・ヴィック         | 1R 1:27 KO（右ストレート）           | UFC Fight Night: Gaethje vs. Vick                                  | 2018年8月25日  |
| ×    | ダスティン・ポイエー         | 4R 0:33 TKO（スタンドパンチ連打）    | UFC on FOX 29: Poirier vs. Gaethje                                 | 2018年4月14日  |
| ×    | エディ・アルバレス           | 3R 3:59 KO（右膝蹴り→パウンド）      | UFC 218: Holloway vs. Aldo 2                                       | 2017年12月2日  |
| ○    | マイケル・ジョンソン         | 2R 4:48 TKO（膝蹴り連打）            | The Ultimate Fighter 25 Finale                                     | 2017年7月7日   |
| ○    | ルイス・ブスカペ             | 3R終了時 TKO（ドクターストップ）     | WSOF 34: Gaethje vs. Firmino 【WSOF世界ライト級タイトルマッチ】    | 2016年12月31日 |
| ○    | ブライアン・フォスター       | 1R 1:43 TKO（ローキック連打）        | WSOF 29: Gaethje vs. Foster 【WSOF世界ライト級タイトルマッチ】     | 2016年3月12日  |
| ○    | ルイス・パロミーノ           | 2R 4:30 TKO（右ストレート→パウンド） | WSOF 23: Gaethje vs. Palomino 2 【WSOF世界ライト級タイトルマッチ】 | 2015年9月18日  |
| ○    | ルイス・パロミーノ           | 3R 3:57 TKO（右ローキック→パウンド） | WSOF 19: Gaethje vs. Palomino 【WSOF世界ライト級タイトルマッチ】   | 2015年3月28日  |
| ○    | メルヴィン・ギラード         | 5分3R終了 判定2-1                    | WSOF 15: Branch vs. Okami                                          | 2014年11月15日 |
| ○    | ニック・ニューウェル         | 2R 3:09 TKO（右ストレート）          | WSOF 11: Gaethje vs. Newell 【WSOF世界ライト級タイトルマッチ】     | 2014年7月5日   |
| ○    | リチャード・パティシュノック | 1R 1:09 TKO（右肘打ち連打）          | WSOF 8: Gaethje vs. Patishnock 【WSOF世界ライト級王座決定戦】      | 2014年1月18日  |
| ○    | ダン・ローゾン               | 2R 1:40 KO（右アッパー）             | WSOF 6: Burkman vs. Carl                                           | 2013年10月26日 |
| ○    | ブライアン・コッブ           | 3R 2:19 TKO（ローキック連打）        | WSOF 3: Fitch vs. Burkman 2                                        | 2013年6月15日  |
| ○    | ジェシアス・カバウカンチ     | 1R 2:27 TKO（ドクターストップ）      | WSOF 2: Arlovski vs. Johnson                                       | 2013年3月23日  |
| ○    | エイドリアン・バルディーズ   | 2R 0:19 TKO（パンチ連打）            | Rage in the Cage 164                                               | 2012年11月16日 |
| ○    | ドリュー・フィケット         | 1R 0:12 KO（パンチ）                 | Rage in the Cage 163                                               | 2012年10月20日 |
| ○    | サム・ヤング                 | 2R 1:58 リアネイキドチョーク         | Rage in the Cage 162                                               | 2012年9月29日  |
| ○    | マーカス・エドワーズ         | 5分3R終了 判定3-0                    | Ring of Fire 43: Bad Blood                                         | 2012年6月2日   |
| ○    | ドニー・ベル                 | 2R 2:57 TKO（パンチ連打）            | Ring of Fire 42: Who's Next                                        | 2011年12月17日 |
| ○    | ジョー・ケルソ               | 1R 4:32 TKO（パンチ連打）            | BTT MMA 2: Genesis                                                 | 2011年10月1日  |
| ○    | ケヴィン・クルーム           | 1R 1:01 KO（スラム）                 | Ring of Fire 41: Bragging Rights                                   | 2011年8月20日  |

### アマチュア総合格闘技
| 勝敗 | 対戦相手               | 試合結果                  | 大会名                     | 開催年月日    |
| ○    | アーロン・カーター     | 3R 1:48 TKO（膝蹴り連打） | Ring of Fire 40: Backlash  | 2011年4月16日 |
| ○    | スコット・クレーヴ     | 3分3R終了 判定2-1         | Ring of Fire 38: Ascension | 2010年6月5日  |
| ○    | オースティン・グリーア | 2R 1:56 TKO（パンチ連打） | VFC 27: Mayhem             | 2009年5月1日  |

## 獲得タイトル
- 初代WSOF世界ライト級王座（2014年）
- UFC世界ライト級暫定王座（2020年）
- BMFライト級王座（2024年）

## 表彰
- レスリング NCAAディビジョン1オールアメリカン（2010年）
- UFC ファイト・オブ・ザ・ナイト（9回）
- UFC パフォーマンス・オブ・ザ・ナイト（4回）

## ペイ・パー・ビュー販売件数
| 開催年月日     | イベント                                                   | 販売件数   | 備考         |
| -------------- | ---------------------------------------------------------- | ---------- | ------------ |
| 2023年7月29日  | UFC 291: ダスティン・ポイエー vs. ジャスティン・ゲイジー 2 | 75万件     | ESPN+        |
| 2022年5月7日   | UFC 274: チャールズ・オリベイラ vs. ジャスティン・ゲイジー | 40万件     | ESPN+ 米国内 |
| 2020年10月24日 | UFC 254: ハビブ・ヌルマゴメドフ vs. ジャスティン・ゲイジー | 67万5000件 | ESPN+        |
| 2020年1月18日  | UFC 249: トニー・ファーガソン vs. ジャスティン・ゲイジー   | 70万件     | ESPN+        |